# فاصله منهتن

خطوط قرمز، آبی و زرد نمایانگر فاصله دونقطه در روش منهتن هستند. خط سبز به روش اقلیدسی کوتاه‌ترین فاصله بین دونقطه را نشان می‌دهد.

روش هندسه تاکسی، فاصله دو نقطه را به جای کوتاه‌ترین خطی که آن‌ها را بهم متصل می‌کند، به صورت خطوط افقی و عمودی که آن دو نقطه را بهم می‌رساند نشان می‌دهد. فاصله بین دو ساختمان اگر سوار بر یک تاکسی هستید مجموع مسیرهای افقی و عمودی ای است که تاکسی از مبدأ تا مقصد می‌پیماید. در این روش به جای خطوط مورب، مجموع طول خطوط عمودی و افقی فاصله دو نقطه را تعیین می‌کند.
این روش به نام‌های دیگری چون فاصله مستطیل، طول نرمال، روش مارگونه، فاصله بلوک‌های شهر و فاصله منهتن یا طول منهتن نیز شناخته می‌شود. نام فاصله منهتن، اشاره به ساختار شبکه گونهٔ خیابان‌ها و تقاطع‌های منطقه منهتن در شهر نیویورک دارد.
این مفهوم از قرن هجدهم در تحلیل‌های رگرسیون و لسو (LASSO) مورد استفاده بوده‌است.

## تاریخچه
در زمان‌های گذشته، مردم تصور می‌کردند که تنها راه محاسبه مسافت، استفاده از روش‌های اقلیدسی است. با شروع قرن نوزدهم، ریاضیدانان روش‌هایی را کشف کردند که با روش پیشین تفاوت بسیاری داشت. در آن زمان ریاضیدانان شروع به خلق هندسه‌های غیراقلیدسی کردند. هرمان مینکوفسکی، ریاضیدان آلمانی، کسی است که مفهوم «هندسه تاکسی» و روش‌های متعدد دیگری برای اندازه‌گیری فاصله را معرفی کرد. علت اینکه دانشمندان در تلاش برای کشف روش‌های غیراقلیدسی اندازه‌گیری فاصله بودند، به این موضوع برمی گردد که کل ساختار فضا-زمان از هندسه اقلیدسی تبعیت نمی‌کند و جهان به صورت مجموعه ای از فواصل گسسته تعریف می‌شود. حاصل تلاش مینکوفسکی و دانشمندان دیگر بود که اینشتین را به سوی تئوری معروف نسبیتش سوق داد.

## تعریف قراردادی
فاصله منهتن،{\displaystyle d_{1}}، بین دو بردار p و q در یک فضای n بعدی به شکل زیر محاسبه می‌شود:
{\displaystyle d_{1}(\mathbf {p} ,\mathbf {q} )=\|\mathbf {p} -\mathbf {q} \|_{1}=\sum _{i=1}^{n}|p_{i}-q_{i}|,}